# Libanja
Libanja – wieś w Słowenii, w gminie Ormož. 1 stycznia 2018 liczyła 78 mieszkańców.